# 刘小东
刘小东（1963年—），男，辽宁人，中国先锋派画家。

## 生平
1988年毕业于中央美术学院油画系。其创作的油画《三峡新移民》，在北京保利2006秋季拍卖会以2200万元成交，刷新了中国当代艺术品拍卖的世界纪录。曾在贾樟柯的电影《世界》中客串，也是贾樟柯2006年纪录电影《东》中的主人公。2018年1月，当选第十三届全国政协委员。